# El Suspiro, Veracruz
El Suspiro är en ort i Mexiko.   Den ligger i kommunen Tezonapa och delstaten Veracruz, i den sydöstra delen av landet, 270 km öster om huvudstaden Mexico City. El Suspiro ligger 106 meter över havet och antalet invånare är 523.
Terrängen runt El Suspiro är varierad. Runt El Suspiro är det ganska tätbefolkat, med 56 invånare per kvadratkilometer. Närmaste större samhälle är Cosolapa, 18,1 km nordost om El Suspiro. I omgivningarna runt El Suspiro växer huvudsakligen savannskog.